# Артјом Дзјуба
Артјом Сергејевич Дзјуба (рус. Артём Серге́евич Дзю́ба; Москва, 22. август 1988) професионални је руски фудбалер који игра на позицији нападача. Фудбалом се професионално бави од 2006, а од 2015. игра за руски Зенит из Санкт Петербурга у Руској премијер лиги. Двоструки је освајач националног купа у сезонама 2013/14. са Ростовом и 2015/16. са Зенитом. 
Члан је сениорске репрезентације Русије са којом је учествовао на Европском првенству 2016. и Светском првенству 2018. године. 
Заслужни је мајстор спорта Русије од 2015. године.

## Клупска каријера
Артјом је као осмогодишњи дечак почео да тренира фудбал у школи фудбала московског Спартака, за чији резервни тим је почео да игра током 2005. године. За први тим је дебитовао током 2006. у куп утакмици против Урала када је ушао у игру као замена за Романа Пављученка у 85. минуту сусрета. У првенству је први пут заиграо на утакмици дванаестог кола против Сатурна. Током дебитантске професионалне сезоне одиграо је укупно 8 утакмица за први тим, али није успео да постигне погодак. 
Током наредне две сезоне одиграо је знатно више утакмица за први тим, а први првенствени погодак постигао је током сезоне 2007. против екипе Тома из Томска. На утакмици Купа УЕФА против Тотенхема постигао је два гола у последњој рунди групне фазе, али Спартак није прошао даље. Током августа 2009. Дзјуба је због неких несугласица са тренером и саиграчима прослеђен на позајмицу у Томск до краја године. Сезону је окончао у дресу екипе из Томска за коју је одиграо 10 утакмица и постигао 3 гола (уз још 8 утакмица и 2 гола за Спартак). У Томску је као позајмљен играч одиграо и готово целу сезону 2010. (25 утакмица и 12 голова), а потом се вратио у први тим Спартака. 
Сезону 2010/11. започео је утакмицом Лиге УЕФА против Базела у којој је у победи Спартака од 3:2 учествовао са једним постигнутим поготком. Дзјуба је одиграо одличну сезону и у домаћем првенству, и на европским такмичењима са одигране 52 утакмице и постигнутих 14 голова. 
Целу сезону 2013/14. одиграо је на позајмици у Ростову где је имао улогу стандардног првотимца и са којим је те сезоне освојио и трофеј националног купа. Наредну сезону играо је и за матични Спартак, али и као позајмљен играч у Ростову, а потом у фебруару 2015. потписује уговор са петербуршким Зенитом. За екипу Зенита дебитовао је 19. јула 2015. у утакмици против Динама, а већ у наредном колу против Урала постиже свој први погодак за нови тим. У сезони 2015/16. играо је за Зенит и у Лиги шампиона где је на 8 одиграних утакмица постигао чак 6 голова, све у групној фази. На првенственој утакмици против Амкара играној 9. априла 2016. постигао је свој стоти гол у каријери. 
Почетком јануара 2017. додељена му је улога заменика капитена Зенита, а 19. новембра 2017. одиграо је свој стоти меч за петербуршки тим. У другом делу сезоне 2017/18. прослеђен је на позајмицу у Арсенал из Туле, за који је постигао 5 голова на 7 одиграних утакмица. 

## Репрезентативна каријера
За младу репрезентацију Русије играо је током 2009. и у том периоду је на 9 одиграних утакмица постигао 4 гола. 
Први меч у дресу сениорске репрезентације Русије одиграо је 11. новембра 2011. против Грчке. Налазио се и на ширем списку играча за Европско првенство 2012, али на крају ипак није путовао са тимом у Аустрију и Швајцарску. 
Први погодак за национални тим постигао је 8. септембра 2014. на утакмици квалификација за ПЕ 2016. против Лихтенштајна. 
Одиграо је сва три меча за Русију на Првенству Европе 2016, а дебитантски наступ на светским првенствима остварио је на утакмици са Саудијском Арабијом 14. јуна 2018. у премијерној утакмици Светског првенства 2018. године. На утакмици против Саудијаца Дзјуба је ушао као замена у 70. минуту, а већ минут касније постигао је и свој први гол на светским првенствима.

### Списак репрезентативних наступа
Ажурирано 14. јуна 2018.
| Списак такмичарских утакмица у дресу репрезентације Русије | Списак такмичарских утакмица у дресу репрезентације Русије | Списак такмичарских утакмица у дресу репрезентације Русије | Списак такмичарских утакмица у дресу репрезентације Русије | Списак такмичарских утакмица у дресу репрезентације Русије | Списак такмичарских утакмица у дресу репрезентације Русије | Списак такмичарских утакмица у дресу репрезентације Русије |
| №                                                          | Датум                                                      | Противник                                                  | Резултат                                                   | Голови                                                     | Тип утакмице                                               |                                                            |
| ---------------------------------------------------------- | ---------------------------------------------------------- | ---------------------------------------------------------- | ---------------------------------------------------------- | ---------------------------------------------------------- | ---------------------------------------------------------- | ---------------------------------------------------------- |
| 3                                                          | 14. август 2013.                                           | Северна Ирска                                              | 0:1                                                        | —                                                          | Квалификације за СП 2014.                                  |                                                            |
| 4                                                          | 8. септембар 2014.                                         | Лихтенштајн                                                | 4:0                                                        | 65’                                                        | Квалификације за ЕП 2016.                                  |                                                            |
| 5                                                          | 9. октобар 2014.                                           | Шведска                                                    | 1:1                                                        | —                                                          | Квалификације за ЕП 2016.                                  |                                                            |
| 6                                                          | 12. октобар 2014.                                          | Молдавија                                                  | 1:1                                                        | 73’                                                        | Квалификације за ЕП 2016.                                  |                                                            |
| 7                                                          | 15. новембар 2014.                                         | Аустрија                                                   | 0:1                                                        | —                                                          | Квалификације за ЕП 2016.                                  |                                                            |
| 10                                                         | 5. септембар 2015.                                         | Шведска                                                    | 1:0                                                        | 38’                                                        | Квалификације за ЕП 2016.                                  |                                                            |
| 11                                                         | 8. септембар 2015.                                         | Лихтенштајн                                                | 7:0                                                        | 21’ 45’ 73’ 90+’                                           | Квалификације за ЕП 2016.                                  |                                                            |
| 12                                                         | 9. октобар 205.                                            | Молдавија                                                  | 2:1                                                        | 79’                                                        | Квалификације за ЕП 2016.                                  |                                                            |
| 13                                                         | 12. октобар 2015.                                          | Црна Гора                                                  | 2:0                                                        | —                                                          | Квалификације за ЕП 2016.                                  |                                                            |
| 19                                                         | 11. јун 2016.                                              | Енглеска                                                   | 1:1                                                        | —                                                          | Европско првенство 2016.                                   |                                                            |
| 20                                                         | 15. јун 2016.                                              | Словачка                                                   | 1:2                                                        | —                                                          | Европско првенство 2016.                                   |                                                            |
| 21                                                         | 20. јун 2016.                                              | Велс                                                       | 0:3                                                        | —                                                          | Европско првенство у фудбалу 2016.                         |                                                            |
| 24                                                         | 14. јун 2018.                                              | Саудијска Арабија                                          | 5:0                                                        | 71’                                                        | Светско првенство 2018.                                    |                                                            |
| 25                                                         | 19. јун 2018.                                              | Египат                                                     | 3:1                                                        | 62’                                                        | Светско првенство 2018.                                    |                                                            |
| 26                                                         | 25. јун 2018.                                              | Уругвај                                                    | 0:3                                                        |                                                            | Светско првенство 2018.                                    |                                                            |
| 27                                                         | 1. јул 2018.                                               | Шпанија                                                    | 1:1 (4:3 пен.)                                             | 41’ пен.                                                   | Светско првенство 2018.                                    |                                                            |